# Драфт НБА 1996
Драфт НБА 1996 року був 50-й за ліком. Він відбувся 26 червня у місті Східний Рутерфорд (штат Нью-Джерсі). Його транслювала компанія Turner Network Television. Команди Національної баскетбольної асоціації (NBA) по черзі вибирали найкращих випускників коледжів, а також інших кандидатів, офіційно зареєстрованих для участі в драфті, зокрема іноземців. Клуб Ванкувер Ґріззліс мав найбільші шанси на виграш драфтової лотереї, але, оскільки він був командою розширення як і Торонто Репторз, то не мав права на перший вибір на цьому драфті. Клуб з другою найвищою ймовірністю, Філадельфія Севенті-Сіксерс, виграв лотерею і здобув право на перший вибір. Торонто Репторз і Ванкувер Ґріззліс були другою і третьою командою відповідно.
Під першим загальним номером Філадельфія Севенті-Сіксерс вибрала Аллена Айверсона, софомора з клубу Джорджтаун Хойяс.
Цей драфт вважають одним із найкращих за кількістю і силою талантів в історії НБА. Кожен третій із вибраних у першому раунді згодом візьме участь у Грі всіх зірок. Троє гравців виграють звання найціннішого гравця (Кобі Браянт, Аллен Айверсон, Стів Неш), ще семеро потраплять до Збірної всіх зірок (Шаріф Абдур-Рахім, Рей Аллен, Жидрунас Ілгаускас, Стефон Марбері, Джермейн О'Ніл, Предраг Стоякович, Антуан Вокер), а також один незадрафтований (Бен Воллес).
13 квітня 2016 року Браянт зіграв свою останню гру в НБА, у якій набрав проти Юта Джаз 60 очок, ставши останнім гравцем цього драфту, який взяв участь у грі НБА.
Більшість експертів вважають цей драфт, разом з 1984 і 2003 роками, найсильнішими в історії. Sports Illustrated називає його другим за силою, позаду 1984 року, коли обраними були Хакім Оладжувон, Майкл Джордан, Чарльз Барклі та Джон Стоктон.

## Драфт

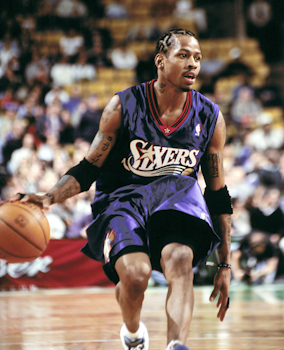
Аллен Айверсон, 1-й пік Філадельфії Севенті-Сіксерс

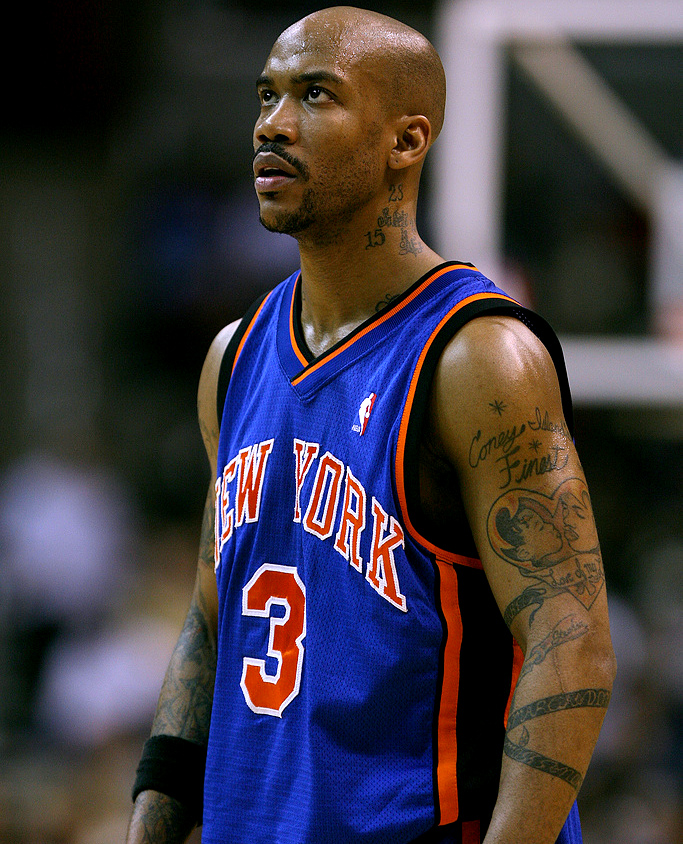
Стефон Марбері, 4-й пік Мілвокі Бакс (обміняний до Міннесоти Тімбервулвз)

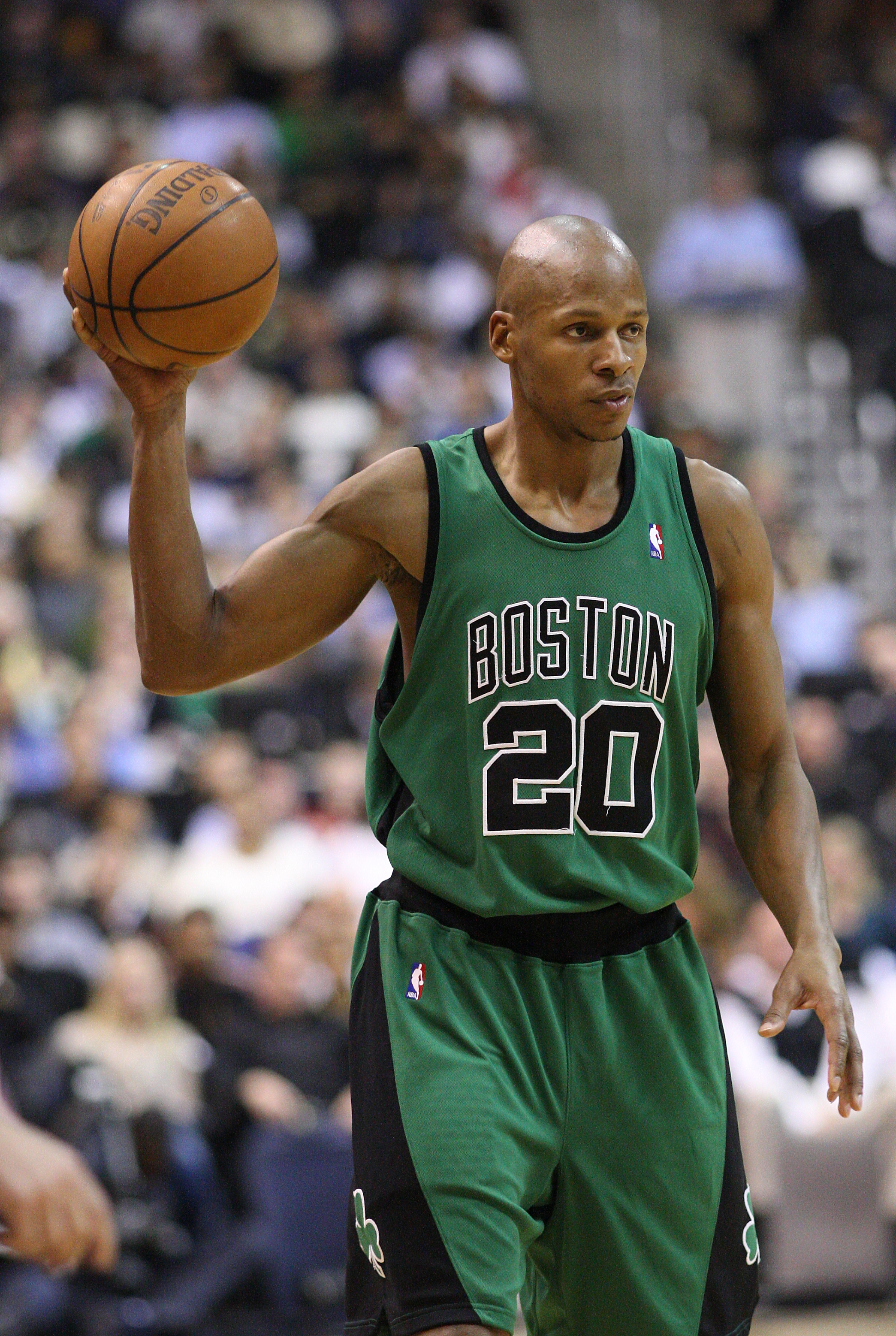
Рей Аллен, 5-й пік Міннесоти Тімбервулвз (обміняний до Мілвокі Бакс)

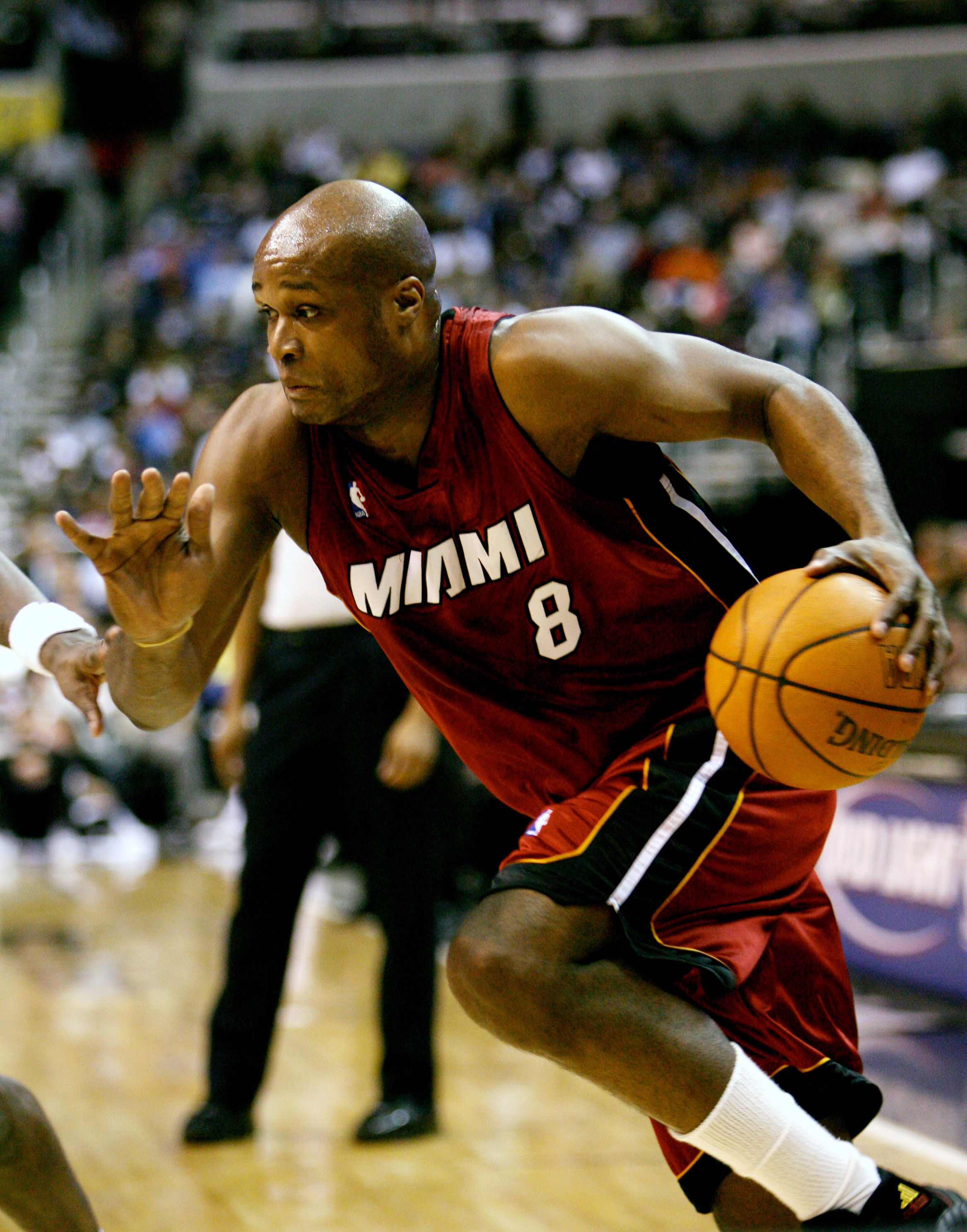
Антуан Вокер, 6-й пік Бостон Селтікс

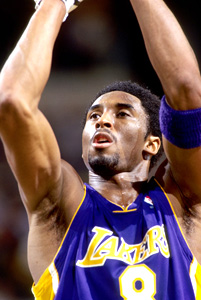
Кобі Браянт, 13-й пік Шарлотт Горнетс (обміняний до Лос-Анджелес Лейкерс)

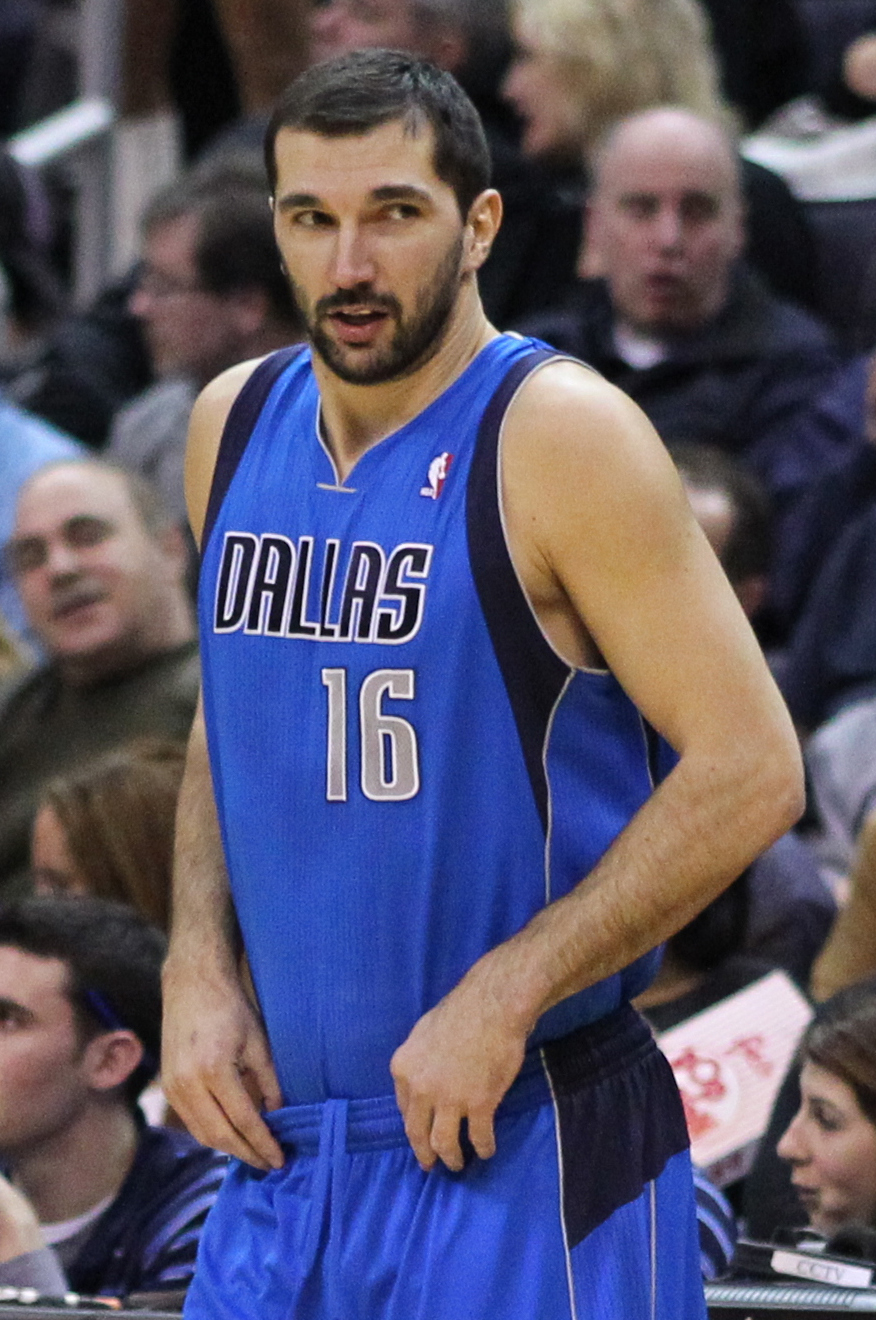
Предраг Стоякович, 14-й пік Сакраменто Кінґс

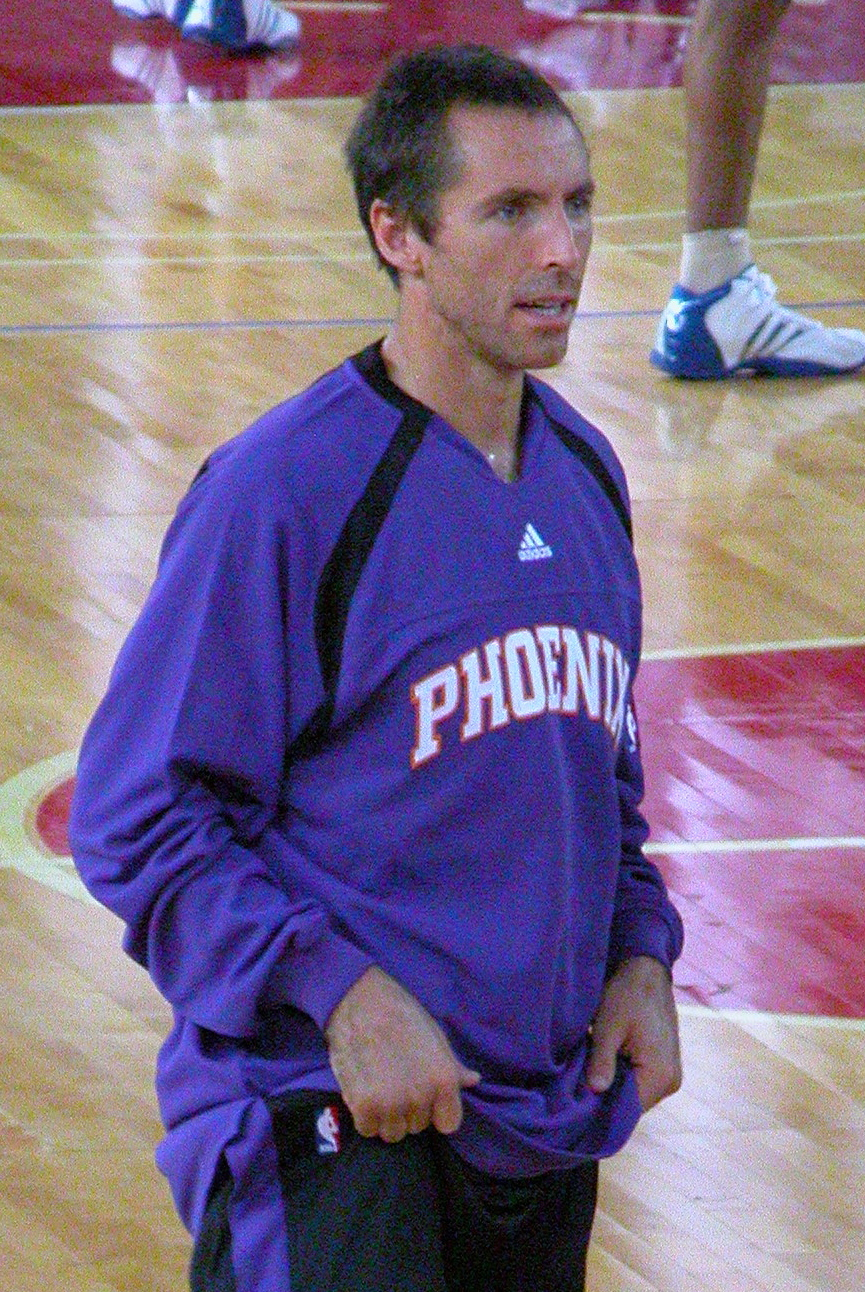
Стів Неш, 15-й пік Фінікс Санз

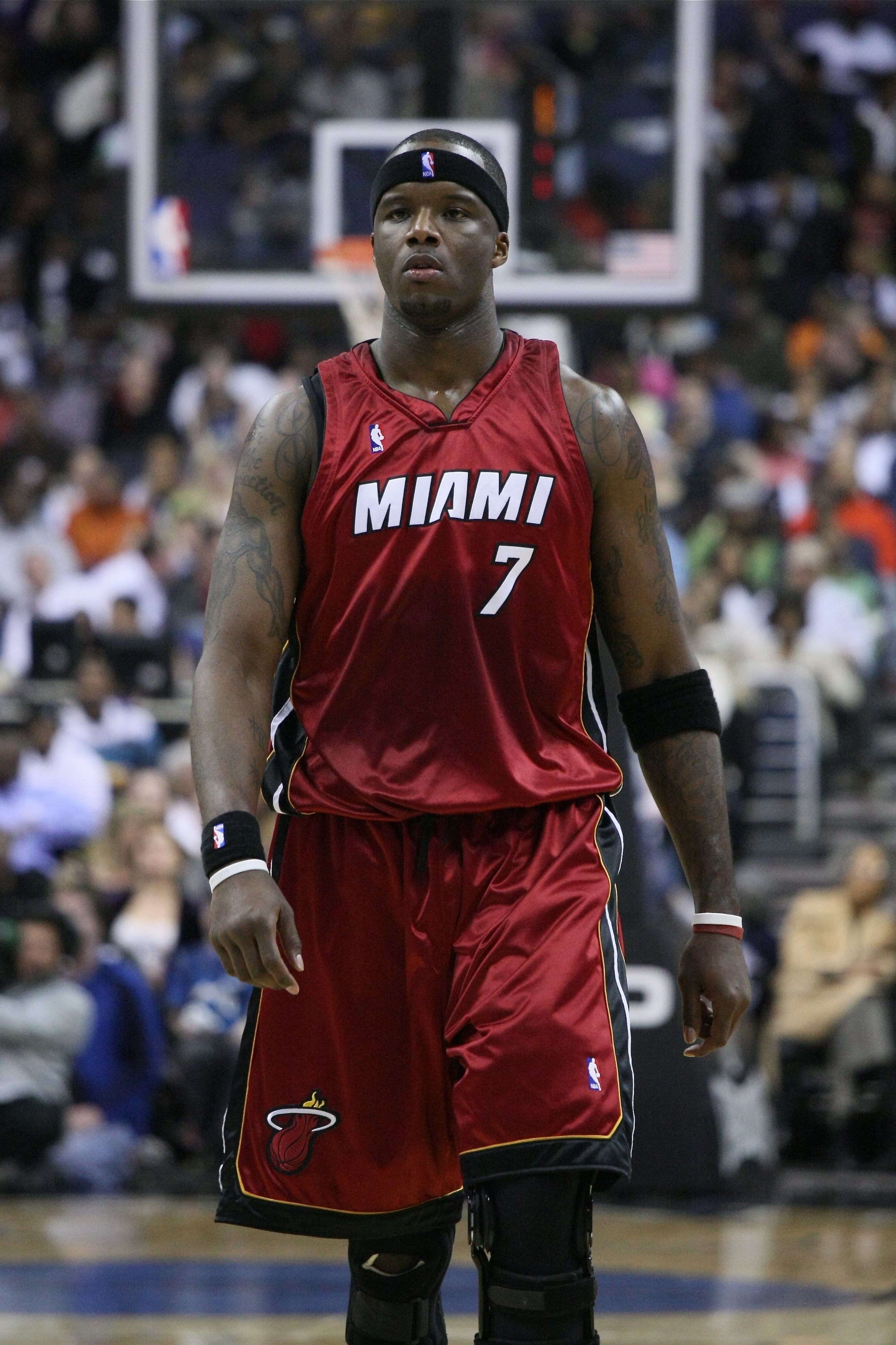
Джермейн О'Ніл, 17-й пік Портленд Трейл-Блейзерс

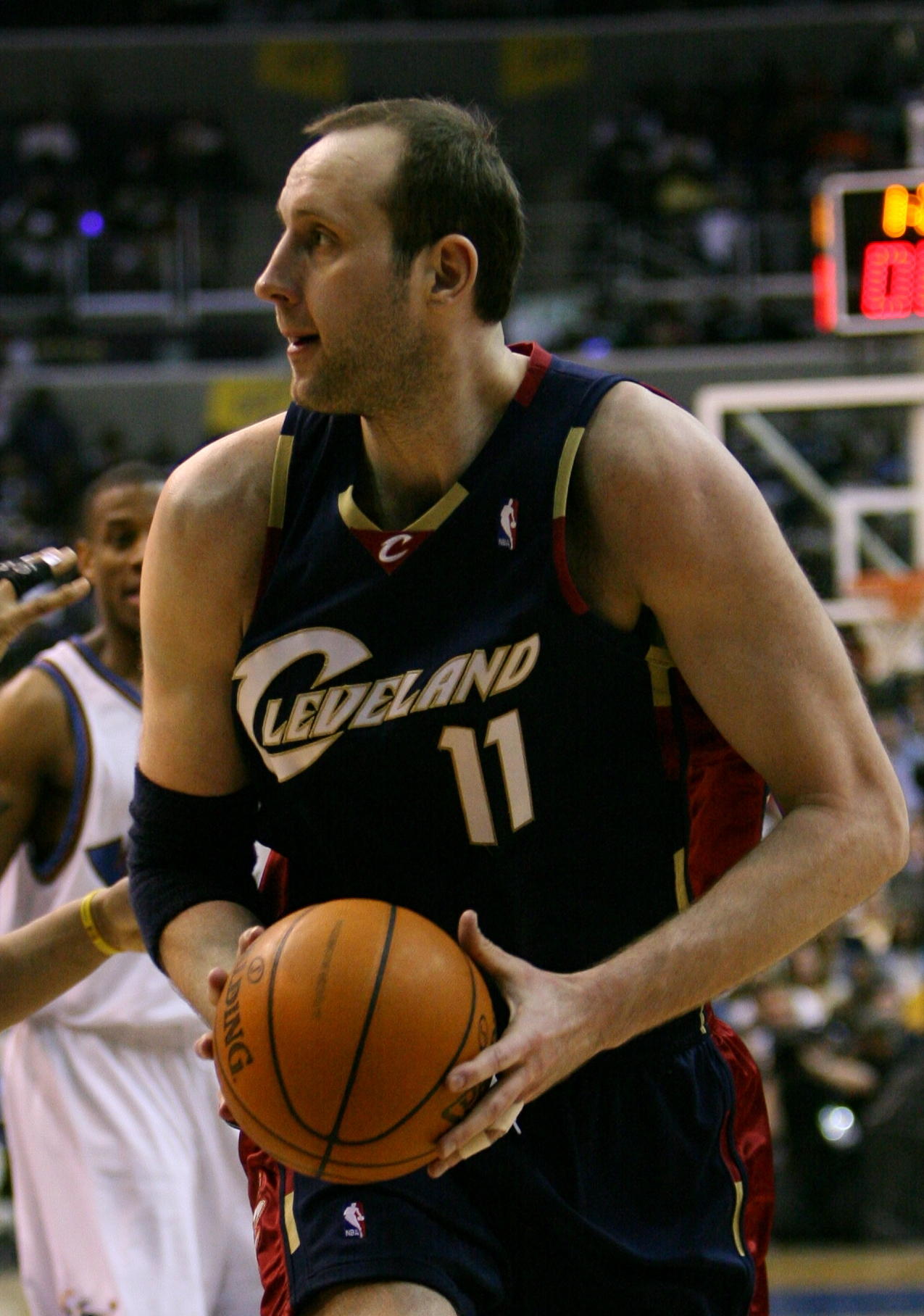
Жидрунас Ілгаускас, 20-й пік Клівленд Кавальєрс

| РЗ | Розігруючий захисник | АЗ | Атакувальний захисник | ЛФ | Легкий форвард | ВФ | Важкий форвард | Ц | Центровий |

| ^ | Позначає гравців, обраних у Баскетбольну залу слави Нейсміта                                                        |
| * | Позначає гравців, які взяли участь принаймні в одній грі матчу всіх зірок НБА і потрапили до Збірної всіх зірок НБА |
| + | Позначає гравців, які взяли участь принаймні в одній грі матчу всіх зірок НБА                                       |
| x | Позначає гравців, які принаймні один раз потрапили до Збірної всіх зірок НБА                                        |
| # | Позначає гравців, які жодного разу не грали в регулярному сезоні НБА або плей-оф                                    |

| Раунд | Вибір | Гравець             | Поз. | Громадянство     | NBA team                                                           | Школа/Клуб                                   |
| ----- | ----- | ------------------- | ---- | ---------------- | ------------------------------------------------------------------ | -------------------------------------------- |
| 1     | 1     | Аллен Айверсон^     | G    | USA              | Філадельфія Севенті-Сіксерс                                        | Джорджтаун (Соф.)                            |
| 1     | 2     | Маркус Кембі        | C    | USA              | Торонто Репторз                                                    | Массачусетс (Дж.)                            |
| 1     | 3     | Шаріф Абдур-Рахім+  | F    | USA              | Ванкувер Ґріззліс                                                  | Каліфорнія (Фр.)                             |
| 1     | 4     | Стефон Марбері*     | G    | USA              | Мілвокі Бакс (проданий у Міннесота)                                | Джорджия Тек (Фр.)                           |
| 1     | 5     | Рей Аллен*          | G    | USA              | Міннесота Тімбервулвз (проданий у Мілвокі)                         | Коннектикут (Дж.)                            |
| 1     | 6     | Антуан Вокер+       | F    | USA              | Бостон Селтікс (від Даллас)                                        | Кентуккі (Соф.)                              |
| 1     | 7     | Лорензен Райт       | C    | USA              | Лос-Анджелес Кліпперс                                              | Мемфіс (Соф.)                                |
| 1     | 8     | Керрі Кітлз         | G    | USA              | Нью-Дже́рсі Нетс                                                    | Вілланова (Ср.)                              |
| 1     | 9     | Самакі Вокер        | F    | USA              | Даллас Маверікс (від Бостон)                                       | Луїсвілл (Соф.)                              |
| 1     | 10    | Ерік Дамп'єр        | C    | USA              | Індіана Пейсерз (від Денвер)                                       | Міссісіпі Стейт (Дж.)                        |
| 1     | 11    | Тодд Фуллер         | C    | USA              | Голден-Стейт Ворріорс (від Голден-Стейт через Орландо і Вашингтон) | НК Стейт (Ср.)                               |
| 1     | 12    | Віталій Потапенко   | C    | Україна          | Клівленд Кавальєрс (від Вашингтон)                                 | Райт Стейт (Соф.)                            |
| 1     | 13    | Кобі Браянт*        | G    | USA              | Шарлотт Горнетс (проданий у ЛА Лейкерс)                            | Lower Merion HS (Lower Merion, Pennsylvania) |
| 1     | 14    | Предраг Стоякович*  | F    | Югославія Греція | Сакраменто Кінґс                                                   | ПАОК (Греція)                                |
| 1     | 15    | Стів Неш*           | G    | Канада           | Фінікс Санз                                                        | Санта-Клара (Ср.)                            |
| 1     | 16    | Тоні Делк           | G    | USA              | Шарлотт Горнетс (від Маямі)                                        | Кентуккі (Ср.)                               |
| 1     | 17    | Джермейн О'Ніл*     | F/C  | USA              | Портленд Трейл-Блейзерс                                            | СШ О Клер (Колумбія (Південна Кароліна))     |
| 1     | 18    | Джон Воллес         | F    | USA              | Нью-Йорк Нікс (від Детройт через Сан-Антоніо)                      | Сірак'юс (Ср.)                               |
| 1     | 19    | Волтер Маккарті     | F    | USA              | Нью-Йорк Нікс (від Атланта via Маямі)                              | Кентуккі (Ср.)                               |
| 1     | 20    | Жидрунас Ілгаускас+ | C    | Литва            | Клівленд Кавальєрс                                                 | Atletas Kaunas (Литва)                       |
| 1     | 21    | Донте Джоунс        | F    | USA              | Нью-Йорк Нікс                                                      | Міссісіпі Стейт (Дж.)                        |
| 1     | 22    | Рой Роджерс         | F    | USA              | Ванкувер Ґріззліс (від Х'юстон)                                    | Алабама (Ср.)                                |
| 1     | 23    | Ефтіміос Рендзіас   | C    | Греція           | Денвер Наггетс (від Індіана)                                       | ПАОК (Греція)                                |
| 1     | 24    | Дерек Фішер         | G    | USA              | Лос-Анджелес Лейкерс                                               | Арканзас-Літтл Рок (Ср.)                     |
| 1     | 25    | Мартін Мююрсепп     | F    | Естонія          | Юта Джаз (проданий у Маямі)                                        | Калев (Естонія)                              |
| 1     | 26    | Джером Вільямс      | F    | USA              | Детройт Пістонс (від Сан-Антоніо)                                  | Джорджтаун (Ср.)                             |
| 1     | 27    | Браян Еванс         | F    | USA              | Орландо Меджик                                                     | Індіана (Ср.)                                |
| 1     | 28    | Пріс Лодердейл      | C    | USA              | Атланта Гокс (від Сіетл)                                           | Перістері (Греція)                           |
| 1     | 29    | Тревіс Найт         | C    | USA              | Чикаго Буллз                                                       | Коннектикут (Ср.)                            |
| 2     | 30    | Отелла Гаррінгтон   | F/C  | USA              | Х'юстон Рокетс (від Ванкувер)                                      | Джорджтаун (Ср.)                             |
| 2     | 31    | Марк Гендріксон     | G    | USA              | Філадельфія Севенті-Сіксерс                                        | Вашингтон Стейт (Ср.)                        |
| 2     | 32    | Раян Майнор#        | G    | USA              | Філадельфія Севенті-Сіксерс (від Торонто)                          | Оклахома (Ср.)                               |
| 2     | 33    | Мучі Норріс         | G    | USA              | Мілвокі Бакс                                                       | Вест Флорида (Соф.)                          |
| 2     | 34    | Шон Гарві#          | G    | USA              | Даллас Маверікс                                                    | Вест Вірджинія Стейт (Ср.)                   |
| 2     | 35    | Джозеф Блер#        | C    | USA              | Сіетл Суперсонікс (від Міннесота)                                  | Аризона (Ср.)                                |
| 2     | 36    | Дорон Шеффер#       | G    | Ізраїль          | Лос-Анджелес Кліпперс                                              | Коннектикут (Дж.)                            |
| 2     | 37    | Джеф Макінніс       | G    | USA              | Денвер Наггетс (від Нью-Джерсі via Сакраменто)                     | Північна Кароліна (Дж.)                      |
| 2     | 38    | Стів Геймер         | C    | USA              | Бостон Селтікс                                                     | Теннессі (Ср.)                               |
| 2     | 39    | Расс Міллард#       | F    | USA              | Фінікс Санз (від Денвер, через ЛА Кліпперс і Детройт)              | Айова (Ср.)                                  |
| 2     | 40    | Маркус Менн#        | F    | USA              | Голден-Стейт Ворріорс                                              | Міссісіпі Веллі Стейт (Ср.)                  |
| 2     | 41    | Джейсон Сассер      | F    | USA              | Сакраменто Кінґс                                                   | Техас Тек (Ср.)                              |
| 2     | 42    | Ренді Лівінгстон    | G    | USA              | Х'юстон Рокетс (від Ванкувер через Вашингтон і Орландо)            | ЛСЮ (Соф.)                                   |
| 2     | 43    | Бен Девіс           | F    | USA              | Фінікс Санз                                                        | Аризона (Ср.)                                |
| 2     | 44    | Малік Роуз          | F    | USA              | Шарлотт Горнетс                                                    | Дрексел (Ср.)                                |
| 2     | 45    | Джо Вогел#          | C    | USA              | Сіетл Суперсонікс (від Маямі via Атланта)                          | Колорадо Стейт (Ср.)                         |
| 2     | 46    | Маркус Браун        | G    | USA              | Портленд Трейл-Блейзерс                                            | Мюррей Стейт (Ср.)                           |
| 2     | 47    | Рон Райлі#          | G/F  | USA              | Сіетл Суперсонікс (від Атланта)                                    | Аризона Стейт (Ср.)                          |
| 2     | 48    | Джеймі Фейк         | F    | USA              | Філадельфія Севенті-Сіксерс (від Детройт)                          | Мічиган Стейт (Ср.)                          |
| 2     | 49    | Амал Маккаскілл     | C    | USA              | Орландо Меджик (від Нью-Йорк через Міннесота і Ванкувер)           | Маркетт (Ср.)                                |
| 2     | 50    | Террелл Белл#       | C    | USA              | Х'юстон Рокетс (від Клівленд)                                      | Джорджия (Ср.)                               |
| 2     | 51    | Крім Робінсон       | G    | USA              | Ванкувер Ґріззліс (від Х'юстон)                                    | Західний Кентуккі (Ср.)                      |
| 2     | 52    | Марк Поуп           | F    | USA              | Індіана Пейсерз                                                    | Кентуккі (Ср.)                               |
| 2     | 53    | Джефф Нордгаард     | F    | Польща           | Мілвокі Бакс (від ЛА Лейкерс via Сіетл)                            | Wisconsin–Green Bay (Ср.)                    |
| 2     | 54    | Шендон Андерсон     | F    | USA              | Юта Джаз                                                           | Джорджия (Ср.)                               |
| 2     | 55    | Ронні Гендерсон#    | G    | USA              | Вашингтон Буллетс (від Сан-Антоніо via Шарлотт)                    | ЛСЮ (Дж.)                                    |
| 2     | 56    | Реджі Гірі          | G    | USA              | Клівленд Кавальєрс (від Орландо)                                   | Аризона (Ср.)                                |
| 2     | 57    | Дру Баррі           | G    | USA              | Сіетл Суперсонікс                                                  | Джорджия Тек (Ср.)                           |
| 2     | 58    | Дарнелл Робінсон#   | F    | USA              | Даллас Маверікс (від Чикаго)                                       | Арканзас (Дж.)                               |

1. ↑  Громадянство означає національну збірну гравця, або яку країну він представляє. Якщо гравець не грав на міжнародному рівні, тоді цей пункт означає за збірну якої країни він може грати за правилами FIBA.

## Помітні гравці, яких не задрафтовано
Цих гравців не було вибрано під час драфту 1996 року, але вони зіграли принаймні в одній грі регулярного сезону або плей-оф НБА.

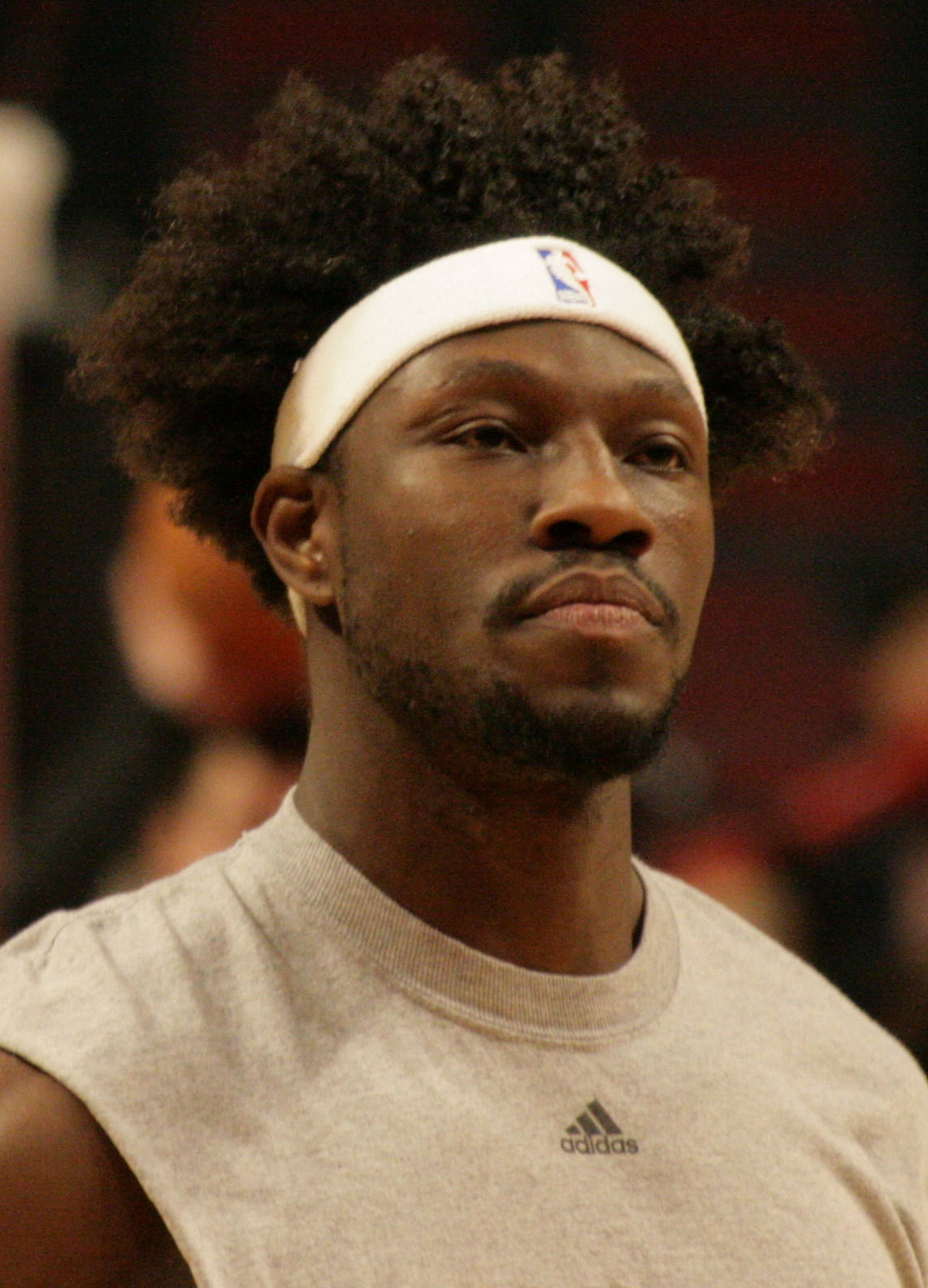
Ben Wallace не обрано на драфті, але він мав успішну кар'єру, чотири рази потрапивши на Матч усіх зірок НБА.

| Гравець        | Поз. | Громадянство | Школа/Клуб             |
| -------------- | ---- | ------------ | ---------------------- |
| Чакі Еткінс    | G    | США          | Південна Флорида (Sr.) |
| Едріан Гріффін | G    | США          | Сетон Голл (Sr.)       |
| Дарвін Гем     | F    | США          | Техас Тек (Sr.)        |
| Орасіо Лламас  | C    | Мексика      | Гранд-Каньйон (Sr.)    |
| Ерік Стрікленд | G    | США          | Небраска (Sr.)         |
| Бен Воллес*    | C    | США          | Virginia Union (Sr.)   |